# Salvezines
Salvezines  est une commune française située dans le sud-ouest du département de l'Aude, en région Occitanie.
Sur le plan historique et culturel, la commune fait partie du Pays de Sault, un plateau situé entre 990 et 1310 mètres d'altitude fortement boisé. Exposée à un climat océanique altéré, elle est drainée par la Boulzane, le ruisseau de Resclause et par un autre cours d'eau. La commune possède un patrimoine naturel remarquable : un site Natura 2000 (le « pays de Sault ») et quatre zones naturelles d'intérêt écologique, faunistique et floristique.
Salvezines est une commune rurale qui compte 70 habitants en 2022, après avoir connu un pic de population de 450 habitants en 1872. Ses habitants sont appelés les Salvezinois et ses habitantes les Salvezinoises.

## Géographie

### Communes limitrophes
Les communes limitrophes sont  Axat, Gincla, Montfort-sur-Boulzane, Puilaurens et Sainte-Colombe-sur-Guette.
| Axat                      | Puilaurens            |        |
| Sainte-Colombe-sur-Guette | Salvezines            | Gincla |
|                           | Montfort-sur-Boulzane |        |

### Hydrographie
La commune est dans la région hydrographique « Côtiers méditerranéens », au sein du bassin hydrographique Rhône-Méditerranée-Corse. Elle est drainée par la Boulzane, le ruisseau de Resclause et le ruisseau de Faussivre, qui constituent un réseau hydrographique de 9 km de longueur totale,.
La Boulzane, d'une longueur totale de 33,9 km, prend sa source dans la commune de Montfort-sur-Boulzane et s'écoule vers le nord puis se réoriente vers l'est. Elle traverse la commune et se jette dans l'Agly à Saint-Paul-de-Fenouillet, après avoir traversé 7 communes.

### Climat
Pour des articles plus généraux, voir Climat de l'Occitanie et Climat de l'Aude.
En 2010, le climat de la commune est de type climat océanique altéré, selon une étude s'appuyant sur une série de données couvrant la période 1971-2000. En 2020, Météo-France publie une typologie des climats de la France métropolitaine dans laquelle la commune est exposée à un climat de montagne ou de marges de montagne et est dans la région climatique Pyrénées orientales, caractérisée par une faible pluviométrie, un très bon ensoleillement (2 600 h/an), un air sec, particulièrement en hiver et peu de brouillards.
Pour la période 1971-2000, la température annuelle moyenne est de 12 °C, avec une amplitude thermique annuelle de 14,4 °C. Le cumul annuel moyen de précipitations est de 850 mm, avec 8,1 jours de précipitations en janvier et 5,1 jours en juillet. Pour la période 1991-2020, la température moyenne annuelle observée sur la station météorologique la plus proche, située sur la commune de Granès à 14 km à vol d'oiseau, est de 13,5 °C et le cumul annuel moyen de précipitations est de 724,6 mm,. Pour l'avenir, les paramètres climatiques de la commune estimés pour 2050 selon différents scénarios d’émission de gaz à effet de serre sont consultables sur un site dédié publié par Météo-France en novembre 2022.

### Milieux naturels et biodiversité

#### Réseau Natura 2000

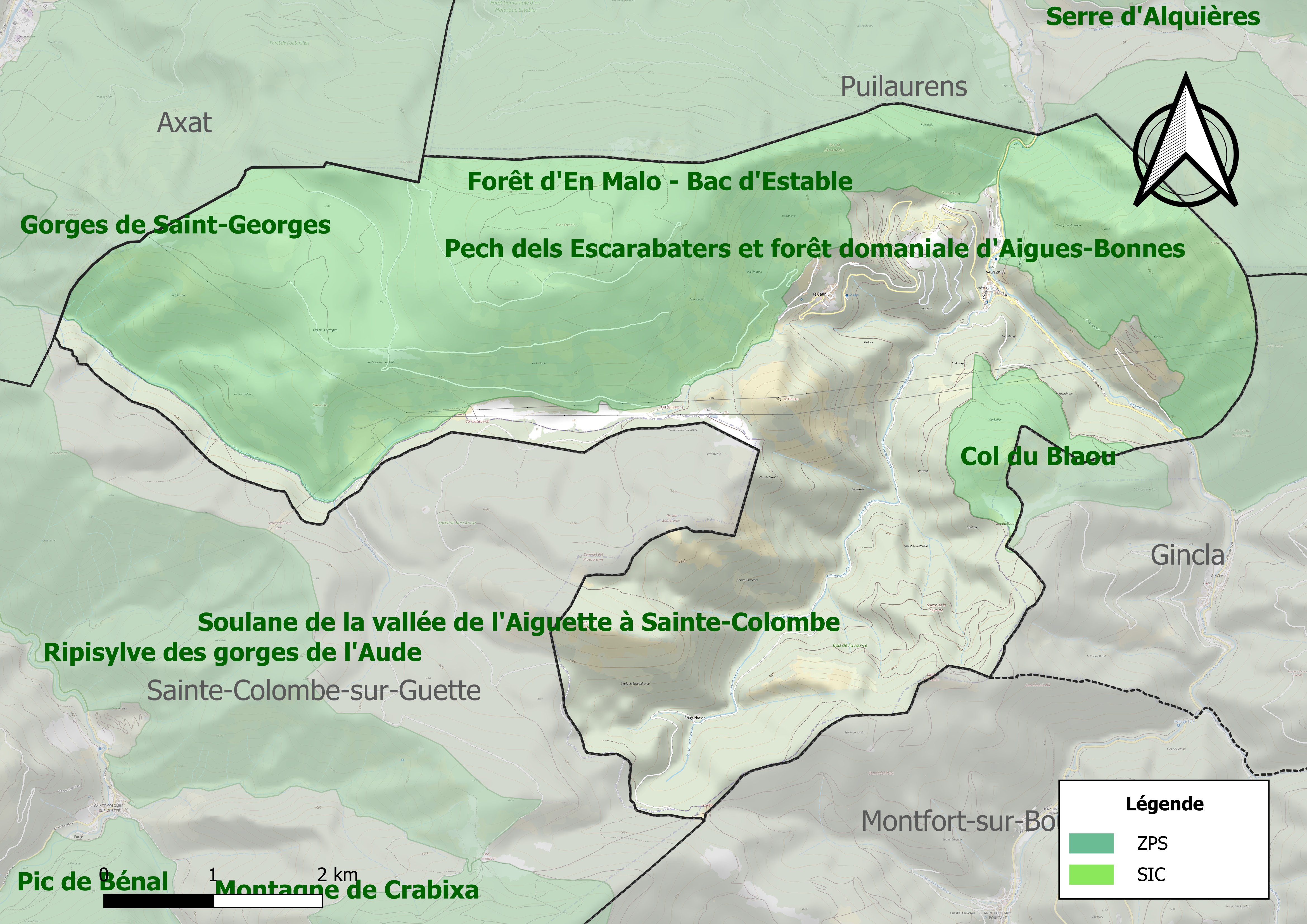
Sites Natura 2000 sur le territoire communal.

Le réseau Natura 2000 est un réseau écologique européen de sites naturels d'intérêt écologique élaboré à partir des directives habitats et oiseaux, constitué de zones spéciales de conservation (ZSC) et de zones de protection spéciale (ZPS).
Un site Natura 2000 a été défini sur la commune au titre  de la directive oiseaux : le « pays de Sault », d'une superficie de 71 499 ha, présentant une grande diversité d'habitats pour les oiseaux. On y rencontre donc aussi bien les diverses espèces de rapaces rupestres, en particulier les vautours dont les populations sont en augmentation, que les passereaux des milieux ouverts (bruant ortolan, alouette lulu) et des espèces forestières comme le pic noir.

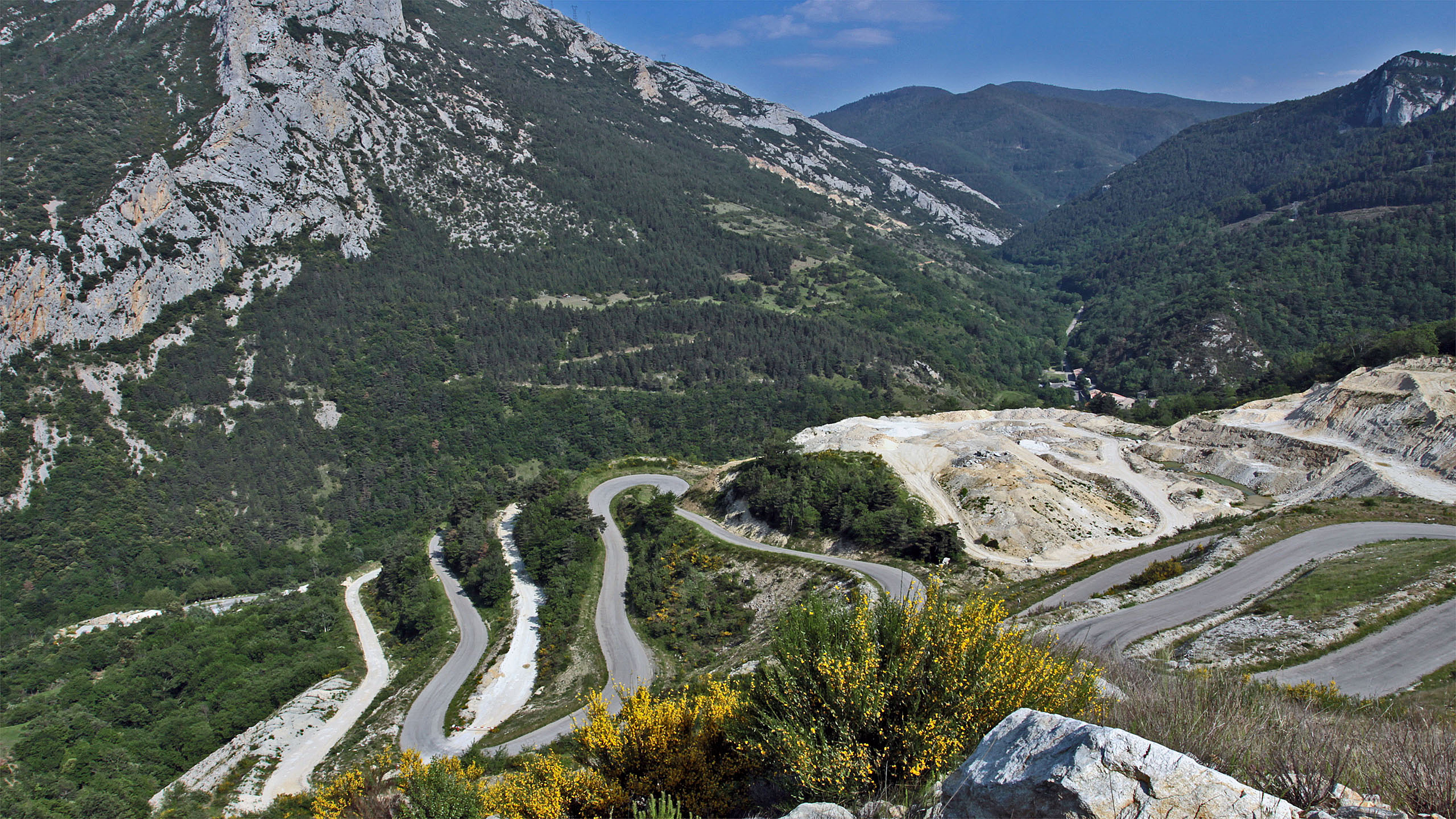
La carrière.

#### Zones naturelles d'intérêt écologique, faunistique et floristique
L’inventaire des zones naturelles d'intérêt écologique, faunistique et floristique (ZNIEFF) a pour objectif de réaliser une couverture des zones les plus intéressantes sur le plan écologique, essentiellement dans la perspective d’améliorer la connaissance du patrimoine naturel national et de fournir aux différents décideurs un outil d’aide à la prise en compte de l’environnement dans l’aménagement du territoire.
Trois ZNIEFF de type 1 sont recensées sur la commune :
- le « col du Blaou » (99 ha), couvrant 2 communes du département[16] ;
- la « forêt d'En Malo - Bac d'Estable » (2 450 ha), couvrant 3 communes du département[17] ;
- le « pech dels Escarabaters et forêt domaniale d'Aigues-Bonnes » (907 ha), couvrant 4 communes dont 3 dans l'Aude et 1 dans les Pyrénées-Orientales[18] ;

et une ZNIEFF de type 2, : 
les « Fenouillèdes audois » (12 141 ha), couvrant 13 communes dont 11 dans l'Aude et 2 dans les Pyrénées-Orientales.

Carte des ZNIEFF de type 1 et 2 à Salvezines.
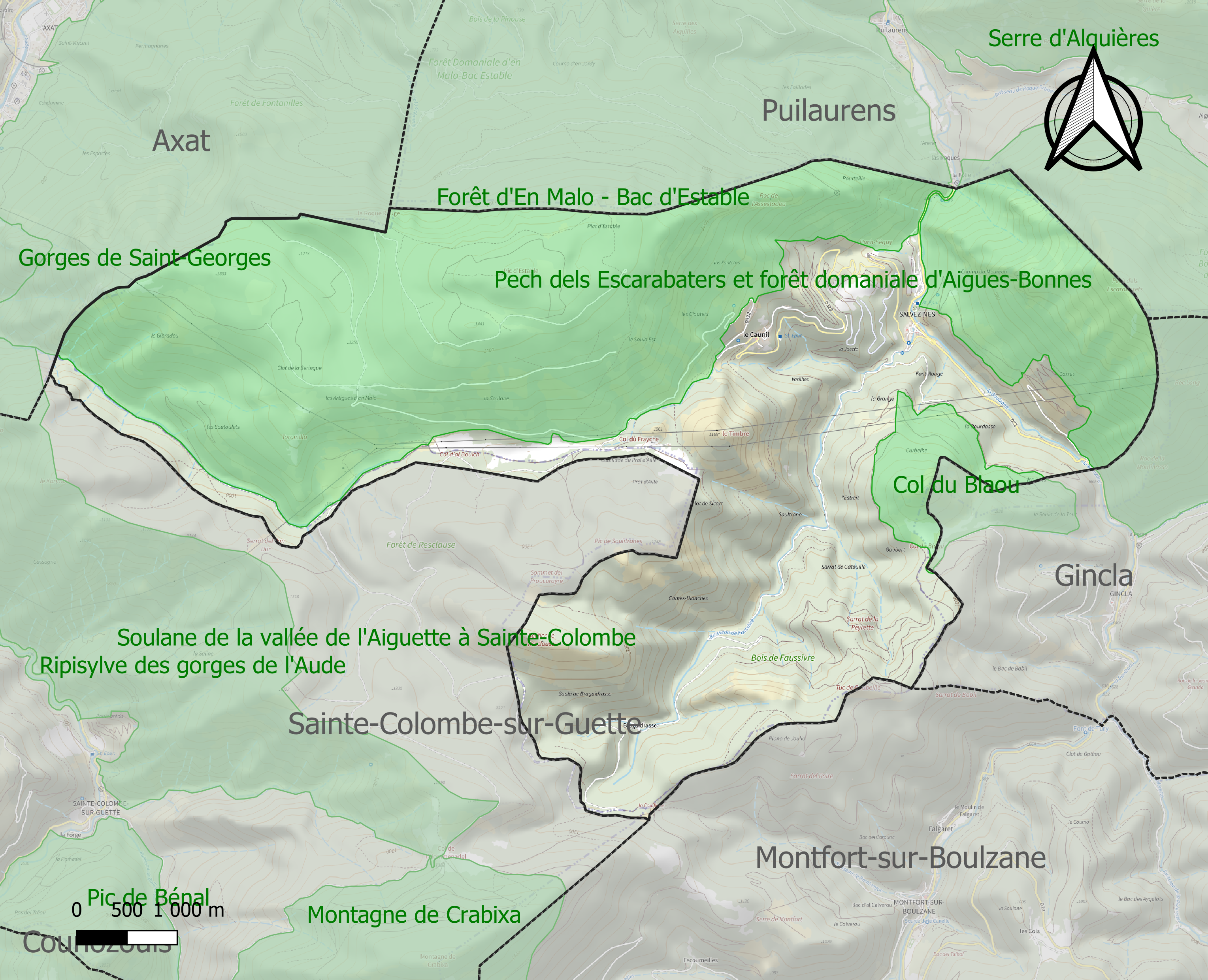
Carte des ZNIEFF de type 1 sur la commune.
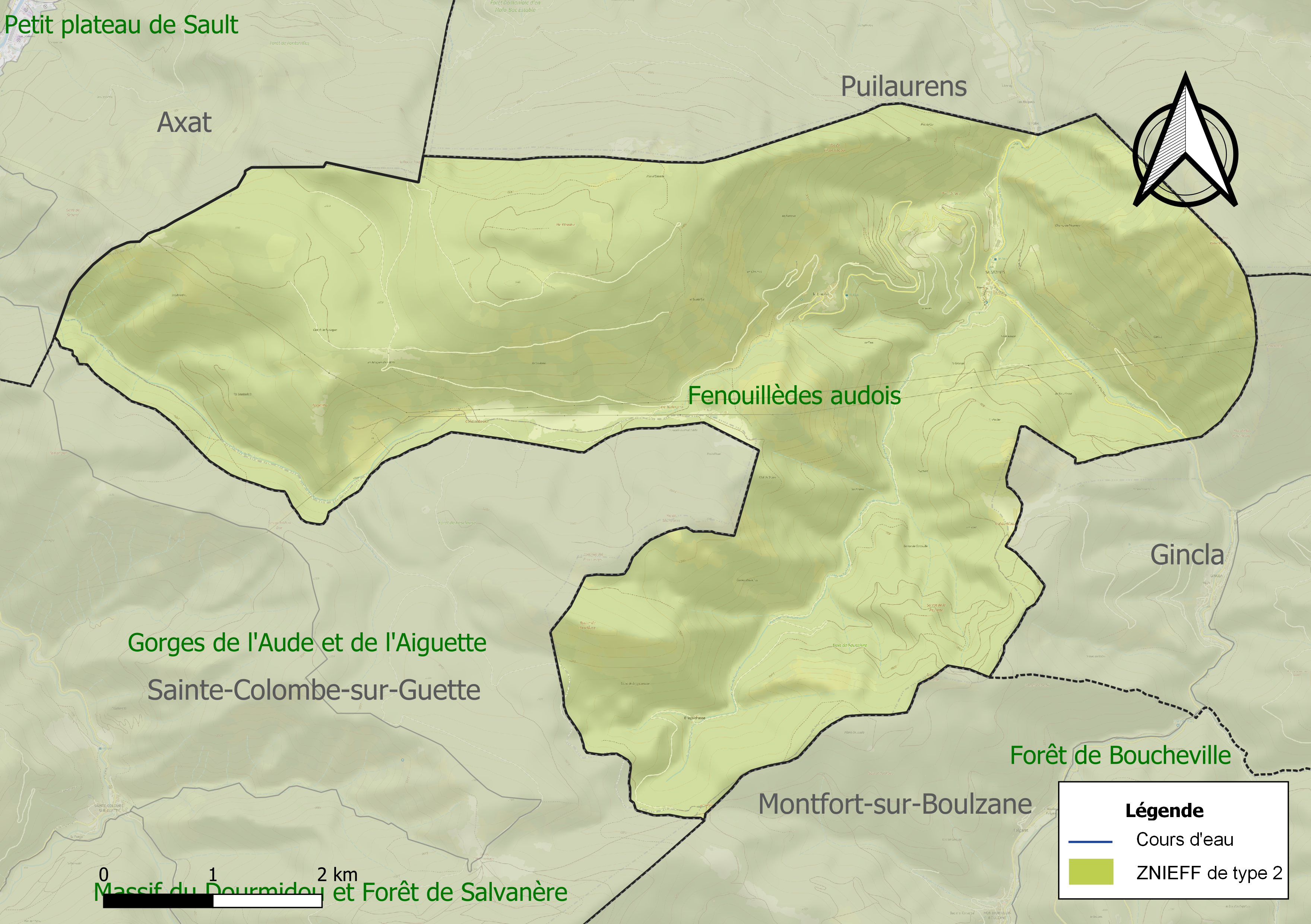
Carte de la ZNIEFF de type 2 sur la commune.

## Urbanisme

### Typologie
Au 1er janvier 2024, Salvezines est catégorisée commune rurale à habitat très dispersé, selon la nouvelle grille communale de densité à 7 niveaux définie par l'Insee en 2022.
Elle est située hors unité urbaine et hors attraction des villes,.

### Occupation des sols
L'occupation des sols de la commune, telle qu'elle ressort de la base de données européenne d’occupation biophysique des sols Corine Land Cover (CLC), est marquée par l'importance des forêts et milieux semi-naturels (96,9 % en 2018), en augmentation par rapport à 1990 (94 %). La répartition détaillée en 2018 est la suivante : 
forêts (62,8 %), milieux à végétation arbustive et/ou herbacée (34 %), mines, décharges et chantiers (3,1 %). L'évolution de l’occupation des sols de la commune et de ses infrastructures peut être observée sur les différentes représentations cartographiques du territoire : la carte de Cassini (XVIIIe siècle), la carte d'état-major (1820-1866) et les cartes ou photos aériennes de l'IGN pour la période actuelle (1950 à aujourd'hui).

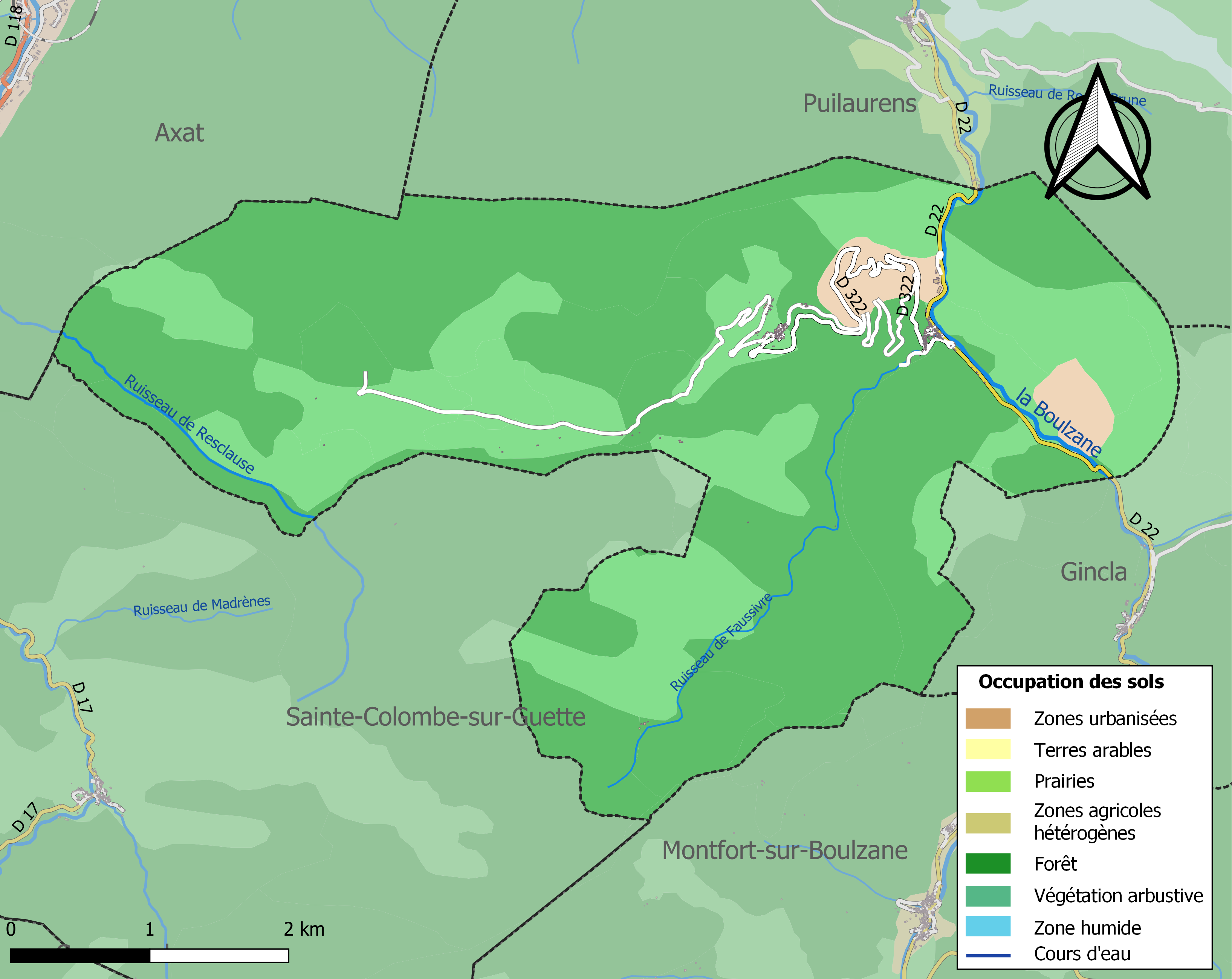
Carte des infrastructures et de l'occupation des sols de la commune en 2018 (CLC).

### Risques majeurs
Le territoire de la commune de Salvezines est vulnérable à différents aléas naturels : météorologiques (tempête, orage, neige, grand froid, canicule ou sécheresse), mouvements de terrains et séisme (sismicité modérée). Il est également exposé à un risque particulier : le risque de radon. Un site publié par le BRGM permet d'évaluer simplement et rapidement les risques d'un bien localisé soit par son adresse soit par le numéro de sa parcelle.

#### Risques naturels

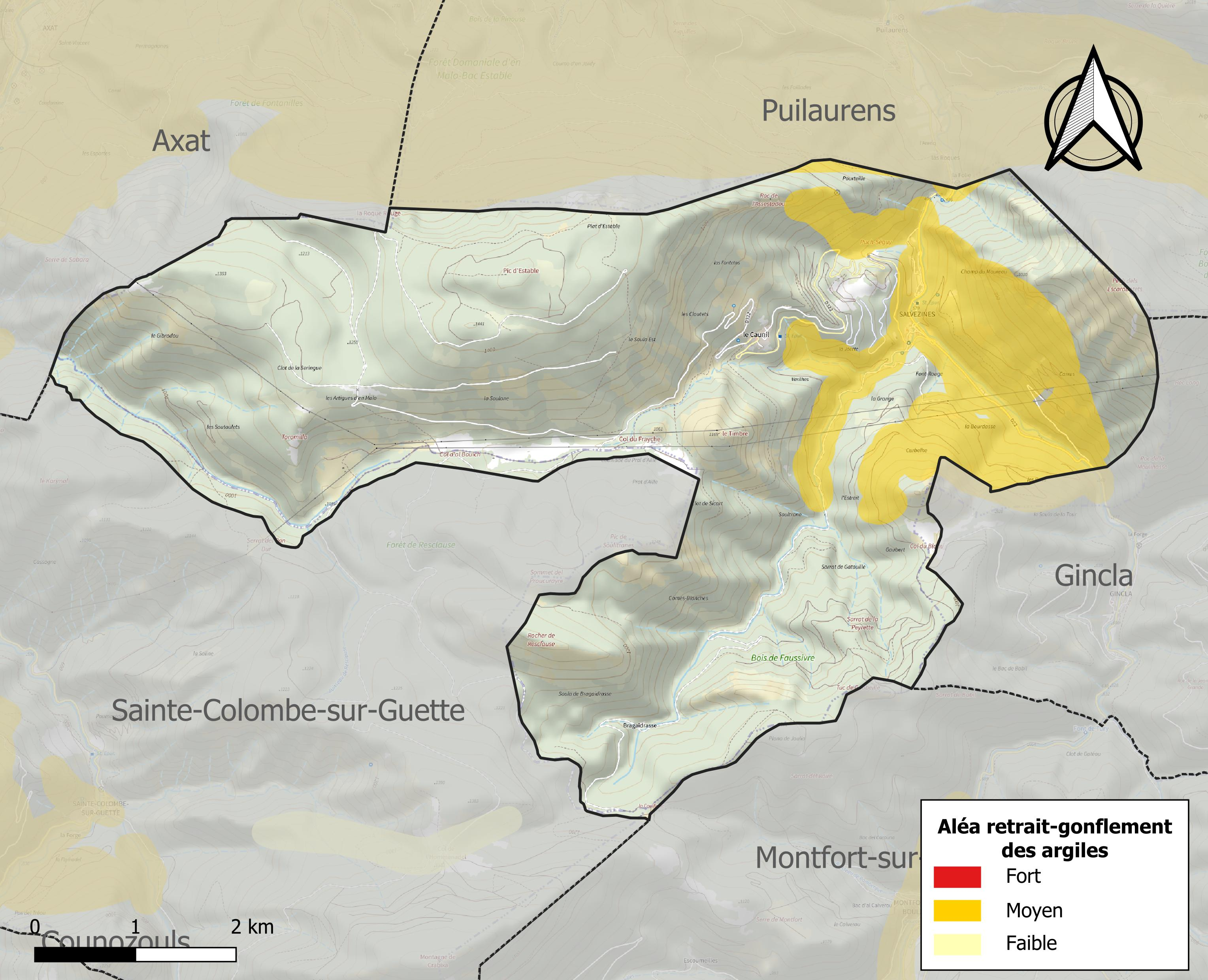
Carte des zones d'aléa retrait-gonflement des sols argileux de Salvezines.

La commune est vulnérable au risque de mouvements de terrains constitué principalement du retrait-gonflement des sols argileux. Cet aléa est susceptible d'engendrer des dommages importants aux bâtiments en cas d’alternance de périodes de sécheresse et de pluie. 17,1 % de la superficie communale est en aléa moyen ou fort (75,2 % au niveau départemental et 48,5 % au niveau national). Sur les 142 bâtiments dénombrés sur la commune en 2019, 69 sont en aléa moyen ou fort, soit 49 %, à comparer aux 94 % au niveau départemental et 54 % au niveau national. Une cartographie de l'exposition du territoire national au retrait gonflement des sols argileux est disponible sur le site du BRGM,.

#### Risque particulier
Dans plusieurs parties du territoire national, le radon, accumulé dans certains logements ou autres locaux, peut constituer une source significative d’exposition de la population aux rayonnements ionisants. Certaines communes du département sont concernées par le risque radon à un niveau plus ou moins élevé. Selon la classification de 2018, la commune de Salvezines est classée en zone 3, à savoir zone à potentiel radon significatif.

## Histoire
En 958, Sunifred II de Cerdagne, comte de Cerdagne et seigneur supérieur de la vicomté de Fenouillèdes, donne la vallée de la Sainte Croix (Haute Boulzane), où est compris le territoire de Salvezines, à l'abbaye Saint-Michel de Cuxà, qui le conservera jusqu'au XIIIe siècle.

### Accident d'avion
Le 4 août 1941, un Caudron C444 Goéland effectuant une liaison Vichy - Pau est pris dans de mauvaises conditions météo, l’avion percute le pic d’Estable. Le pilote Max Rives, le radionavigant Jean-Marie Joly et Claire Roman sont tués. Des vestiges de l’avion seront retrouvés en juin 2016 par l’association Aerocherche.

### Maquis de Salvezines
En 1943, durant la seconde guerre mondiale, un maquis FTPT nommé «Jean-Robert» est installé dans la commune (près du pic d'Estable). Ce maquis reçoit des parachutages. Il a été situé au Bousquet (Aude, où il fut attaqué par les militaires allemands et les miliciens) et à Mijanès (Ariège). Il est en relation avec les Maquis de Picaussel, de Villebazy, du commando américain Swank et avec le maquis Faïta décimé par les nazis en juillet 1944. Il participe aux opérations de libération.

## Politique et administration

### Liste des maires
| Période                                  | Période  | Identité             | Étiquette | Qualité |
| ---------------------------------------- | -------- | -------------------- | --------- | ------- |
| mars 2001                                | En cours | Sébastien Torreilles | SE        |         |
| Les données manquantes sont à compléter. |          |                      |           |         |

## Démographie
L'évolution du nombre d'habitants est connue à travers les recensements de la population effectués dans la commune depuis 1872. Pour les communes de moins de 10 000 habitants, une enquête de recensement portant sur toute la population est réalisée tous les cinq ans, les populations de référence des années intermédiaires étant quant à elles estimées par interpolation ou extrapolation. Pour la commune, le premier recensement exhaustif entrant dans le cadre du nouveau dispositif a été réalisé en 2005.

En 2022, la commune comptait 70 habitants, en évolution de −9,09 % par rapport à 2016 (Aude : +2,65 %, France hors Mayotte : +2,11 %).
| 1872 | 1876 | 1881 | 1886 | 1891 | 1896 | 1901 | 1906 | 1911 |
| ---- | ---- | ---- | ---- | ---- | ---- | ---- | ---- | ---- |
| 450  | 443  | 433  | 431  | 414  | 404  | 420  | 397  | 394  |

| 1921 | 1926 | 1931 | 1936 | 1946 | 1954 | 1962 | 1968 | 1975 |
| ---- | ---- | ---- | ---- | ---- | ---- | ---- | ---- | ---- |
| 331  | 259  | 231  | 217  | 188  | 210  | 147  | 145  | 103  |

| 1982 | 1990 | 1999 | 2005 | 2006 | 2010 | 2015 | 2020 | 2022 |
| ---- | ---- | ---- | ---- | ---- | ---- | ---- | ---- | ---- |
| 100  | 101  | 108  | 96   | 97   | 74   | 77   | 69   | 70   |

## Économie

### Emploi
| Division       | 2008   | 2013   | 2018   |
| -------------- | ------ | ------ | ------ |
| Commune        | 12,2 % | 17,4 % | 20,6 % |
| Département    | 10,2 % | 12,8 % | 12,6 % |
| France entière | 8,3 %  | 10 %   | 10 %   |

En 2018, la population âgée de 15 à 64 ans s'élève à 36 personnes, parmi lesquelles on compte 64,7 % d'actifs (44,1 % ayant un emploi et 20,6 % de chômeurs) et 35,3 % d'inactifs,. Depuis 2008, le taux de chômage communal (au sens du recensement) des 15-64 ans est supérieur à celui de la France et du département.
La commune est hors attraction des villes,. Elle compte 5 emplois en 2018, contre 21 en 2013 et 26 en 2008. Le nombre d'actifs ayant un emploi résidant dans la commune est de 17, soit un indicateur de concentration d'emploi de 29,5 % et un taux d'activité parmi les 15 ans ou plus de 39 %.
Sur ces 17 actifs de 15 ans ou plus ayant un emploi, 2 travaillent dans la commune, soit 13 % des habitants. Pour se rendre au travail, 93,8 % des habitants utilisent un véhicule personnel ou de fonction à quatre roues, 6,3 % s'y rendent en deux-roues, à vélo ou à pied et.

### Activités hors agriculture
8 établissements sont implantés  à Salvezines au 31 décembre 2019.
Le secteur du commerce de gros et de détail, des transports, de l'hébergement et de la restauration est prépondérant sur la commune puisqu'il représente 37,5 % du nombre total d'établissements de la commune (3 sur les 8 entreprises implantées  à Salvezines), contre 32,3 % au niveau départemental.

### Agriculture
|               | 1988 | 2000 | 2010 | 2020 |
| ------------- | ---- | ---- | ---- | ---- |
| Exploitations | 6    | 2    | 2    | 1    |
| SAU (ha)      | 156  | 244  | nd   | 191  |

La commune est dans le Pays de Sault, une petite région agricole occupant le sud-ouest du département de l'Aude, également dénommée localement « Pyrénées centrales et pays de Sault ». En 2020, l'orientation technico-économique de l'agriculture  sur la commune est l'élevage de bovins pour la viande. Une seule  exploitation agricole ayant son siège dans la commune est recensée lors du recensement agricole de 2020 (six en 1988). La superficie agricole utilisée est de 191 ha,,.

## Culture locale et patrimoine

### Lieux et monuments
- Église de la Décollation-de-Saint-Jean-Baptiste de Salvezines.
- Chapelle du Caunil de Salvezines.

### Personnalités liées à la commune
- Claire Roman (1906-1941), pionnière de l'aviation militaire française, morte dans un crash au pic d'Estable, emportant également le pilote Max Rives et le radionavigant Jean-Marie Joly.

### Héraldique
| Blason de Salvezines | Blason  | D'azur à l'agneau pascal regardant d'argent tenant une bannière du même chargée d’une croisette de gueules, chapé d'argent aux deux maillets de gueules. |
| Blason de Salvezines | Détails | Le statut officiel du blason reste à déterminer. |